# ألفريدو بوغارين
ألفريدو بوغارين (مواليد 31 يوليو 1936) هو مبارز بالسيف باراغواياني، مثّل بلاده في الألعاب الأولمبية الصيفية 1988.

## روابط خارجية
ألفريدو بوغارين على موقع أوليمبيديا (الإنجليزية)